# Monomorium guillarmodi
Monomorium guillarmodi är en myrart som beskrevs av Arnold 1946. Monomorium guillarmodi ingår i släktet Monomorium och familjen myror. Inga underarter finns listade i Catalogue of Life.